# Aníbal Ruiz
Aníbal „Maño” Ruiz Leites (ur. 30 grudnia 1942 w Salto, zm. 10 marca 2017 w Veracruz) – urugwajski piłkarz i trener piłkarski.
Wychowywał się w wielodzietnej rodzinie (posiadał czwórkę rodzeństwa) pochodzenia hiszpańskiego (jego dziadkowie byli emigrantami z Saragossy). Jako profesjonalny piłkarz występował bez większych sukcesów w Urugwaju, Kolumbii, Wenezueli, Peru i Kostaryce. Przez pewien czas był również zawodnikiem drużyn juniorskich hiszpańskiego Realu Saragossa. Grał na pozycji ofensywnego pomocnika.
Po zakończeniu kariery (lata 1977–1984) pracował jako asystent słynnego trenera Luisa Cubilli. W tej roli zdobył sześć trofeów (z czego pięć z paragwajską Olimpią): dwukrotnie mistrzostwo Paragwaju (Olimpia – 1979, 1982), zaś po razie Copa Libertadores (Olimpia – 1979), Copa Interamericana (Olimpia – 1980), Puchar Interkontynentalny (Olimpia – 1980), jak również mistrzostwo Urugwaju (Peñarol – 1981).
Jako pierwszy trener pracował w latach 1985–2014. Podczas bogatej kariery szkoleniowej prowadził ogółem szesnaście zespołów, w tym wiele czołowych drużyn Ameryki Łacińskiej – dwa w Paragwaju (Olimpia, Guaraní), dwa w Kolumbii (Atlético Nacional, Cúcuta Deportivo), jeden w Urugwaju (Montevideo Wanderers), sześć w Meksyku (Necaxa, UdeG, Veracruz, Correcaminos UAT, Puebla, León), dwa w Ekwadorze (Deportivo Quito, Emelec), dwa w Peru (Universidad San Martín, León Huánuco) oraz jeden w Gwatemali (Municipal). Na kanwie klubowej wywalczył dwa trofea; mistrzostwo Paragwaju (Olimpia – 1985) i mistrzostwo Peru (Universidad San Martín – 2010). W międzyczasie – na początku lat 90. – krótko prowadził reprezentację Salwadoru.
Największą sławę zyskał jednak w latach 2002–2006, jako selekcjoner reprezentacji Paragwaju. Przejął paragwajską kadrę z rąk Włocha Cesare Maldiniego i w dobrym stylu, z czwartego miejsca kwalifikacji awansował z nią na Mistrzostwa Świata w Niemczech. W 2005 roku otrzymał w prestiżowym plebiscycie dziennika „El País” nagrodę dla Południowoamerykańskiego Trenera Roku. Na mundialu jego drużyna spisała się jednak przeciętnie – Paragwajczycy odpadli w fazie grupowej, zajmując w niej trzecią pozycję, po porażkach z Anglią (0:1), Szwecją (0:1) oraz zwycięstwie nad Trynidadem i Tobago (2:0).
Pod koniec życia (lata 2015–2017) był asystentem szkoleniowca José Cardozo – swojego byłego podopiecznego z kadry Paragwaju – w meksykańskich klubach Toluca, Chiapas i Puebla.
Zmarł niespodziewanie w Veracruz, kiedy to dostał zawału serca na płycie boiska obiektu Estadio Luis „Pirata” Fuente, w czasie przedmeczowej rozgrzewki przed rozpoczęciem spotkania ligi meksykańskiej pomiędzy tamtejszym CD Veracruz i Pueblą. Ruiz miał w tym meczu poprowadzić drużynę Puebli, w zastępstwie za zawieszonego dyscyplinarnie trenera José Cardozo. Pomimo udzielenia natychmiastowej pomocy medycznej i przetransportowaniu do miejskiej kliniki, po dotarciu do szpitala stwierdzono zgon 74-latka.
Obdarzony przydomkiem „Maño” (ze względu na pochodzenie; w hiszpańskiej mowie potocznej mianem „Los Maños” określa się mieszkańców Saragossy). Słynął z ogromnego przywiązania do taktyki i defensywnego stylu gry.
Był żonaty, miał dwóch synów i córkę.